# Charles Fouqueray
Charles Dominique Fouqueray, né le 23 avril 1869 au Mans et mort le 28 mars 1956 à Paris, est un peintre, illustrateur, lithographe et affichiste français.

## Biographie
Fils d'un boulanger du Mans originaire de Fouras (Charente-Maritime), Charles Fouqueray est admis en 1887 à l'École des beaux-arts de Paris, où il est l'élève d'Alexandre Cabanel et de Fernand Cormon. Fouqueray souhaite être admis à l'École navale, mais n'y parvient pas à cause de son faible niveau en mathématiques. En 1889, il expose au Salon des artistes français.
Après son mariage avec Alice Jansé en 1893, il partage son temps et son activité de peintre entre Paris et Fouras, où il possède une maison.

### Carrière
Épris de vie maritime, sa peinture s'en inspire fortement. Sa volonté d'obtenir le titre de peintre de la Marine est très rapidement affirmée. Il fait sa première demande en 1895 auprès du ministre de la Marine et des Colonies sans succès, et réitère sa demande en 1902. Il est finalement nommé peintre officiel de la Marine en 1908.
Il expose au Salon (médaille de troisième classe et bourse de voyage pour la Belgique et les Pays-Bas). Vendant peu de toiles, il accepte des commandes pour des décorations d'édifices officiels en Charente.
Il collabore à partir de 1890 à la revue Le Monde illustré, puis plus tard à L'Illustration, The Sphere, The Graphic, The Illustrated London news. Il devient peu à peu illustrateur pour des ouvrages, dont l'Album historique de l'Armée et de la Marine, ainsi que de nombreux romans et œuvres littéraires. Son œuvre s'inspire de faits historiques du passé (la bataille de Trafalgar, par exemple). Il figure à l'Exposition universelle de 1900.
Attiré par les voyages et les colonies qui lui inspirèrent ses ouvrages les plus réputés, il obtient le prix Rosa Bonheur en 1909, la médaille d'or pour la gravure en 1920 et le prix de l'Indochine en 1914. Mais la guerre le retient en Europe et il ne peut partir qu'en 1921. On le retrouve ainsi en Grèce, en Égypte lors de l'attaque du canal de Suez, ou à bord de chalutiers patrouilleurs pourchassant les sous-marins allemands.
Charles Fouqueray effectue deux grands périples au Moyen-Orient (1917-1918) puis en Grèce, Turquie, Syrie et Palestine en 1919. Il rapporte de ces voyages des milliers de dessins aquarellés qui inspireront ses tableaux postérieurs. Entre 1917 et 1924, il effectue de nombreux voyages dans la péninsule arabique. Il laisse de son passage dans cette région un œuvre abondant et varié.
Si, au début de sa carrière, son œuvre était plus proche de la peinture d'histoire et de genre, c'est son style orientaliste qui lui apporte la notoriété. Les commandes affluent pour des affiches, des lithographies, des illustrations d'ouvrages.
Il décore l'hôtel de ville de Niort et crée des panneaux décoratifs pour l'Exposition nationale coloniale de 1922 à Marseille, ainsi que plusieurs timbres-poste. En 1929, il reçoit une commande pour l'hôtel de l'empereur d'Annam à Paris, avenue de Lamballe, et est chargé d'exécuter la fresque de la salle du conseil municipal de Montreuil (Seine-Saint-Denis). Il décore d'autres hôtels de ville, tels que celui de Fouras, du Bourget, de Vincennes, de Montreuil, et d'autres édifices comme le palais des congrès de Buenos-Aires (1932), la cathédrale de Gaspé au Canada (1933) et le palais de Fontainebleau (1943).
La Marine nationale témoigne de l'intérêt du peintre pour l'Arabie saoudite en lui commandant trois toiles magistrales. La première, Les Quais d'El Waldi, est exposée au Salon de 1943. Elle est conservée au Cercle naval de Toulon. La seconde, intitulée Le Débarquement des pèlerins à Dejddah, n'est pas localisée. Quant à la dernière, Pèlerin à Djeddah, elle est exposée au Salon de 1946. Il participe aussi à la décoration de nombreux bâtiments de la Marine nationale, dont le Duquesne.
Président de la Société coloniale des artistes français, il est également à l'origine de la Société des beaux-arts de la mer. Il participe à de nombreuses expositions collectives. Il est membre du jury à l'Exposition coloniale de 1931 à Paris.

#### Commentaire
« La première chose que l'on remarque lorsque l'on étudie les travaux de Charles Fouqueray, c'est la place qu'il donne à ses personnages. »

— Nadine André-Pallois

### Dernières années
À la déclaration de la Seconde Guerre mondiale, le peintre, alors âgé de 70 ans, accepte encore des missions d'embarquement pour la Marine nationale ou la direction des camouflages entre 1939 et 1940. Il se réfugie pendant l'occupation chez le peintre de marine Raoul du Gardier. Pendant l'occupation, il continue toutefois de participer aux Salons de 1941, 1942, 1943 et 1944.
Après guerre, il continue l'illustration d'ouvrages (Claude Farrère, Jules Verne), et publie des recueils d'aquarelles, dont Jonques et sampans.
Charles Fouqueray meurt le 28 mars 1956 à Paris alors qu'il travaille à la décoration de l'hôtel de ville du Bourget.

### Honneurs et distinctions
- 8 août 1920 : chevalier de la Légion d'honneur
- 1947 : élu à l'Académie des beaux-arts[11]

## Publications
- Le Front de mer, L'Édition de Luxe, Paris, 1918
- Notice sur la vie et les travaux de M. Pierre Montezin (1874-1946), 20 octobre 1948, Institut de France, 1948

### Illustration de livres
- Chez les anthropophages d'Emilio Salgari, Paris: Delagrave, 1904
- Un sauvage de Léon Daudet, 1907
- Les Croix de bois de Roland Dorgelès, Paris: Imprimé pour les membres du Cercle Grolier, 1925
- Au Cœur des ténèbres de Joseph Conrad, 1928; Paris: Librairie de la Revue Française: Alexis Redier, Éditeur, 1931 (collection: Le paon blanc)
- Le Laos: Dieux Bonzes et Montagnes de Jean Renaud, Paris : Librairie de la Revue Française: Alexis Redier, Éditeur, 1930 (collection: Toutes nos colonies). Couverture en couleurs de Ch. Fouqueray.
- Kim de Rudyard Kipling, Paris: Editions du Sagittaire, 1931 (collection: Byblis)
- Œuvres diverses de Charles Baudelaire, Paris: Javal et Bourdeaux: 1933
- Les Mutinés de l'Elseneur de Jack London, Paris: René Kieffer, 1934
- La Grande et Belle Histoire de la première croisade d'Alfred Baudrillart, avec des lithographies couleurs, Paris: Calman-Lévy, 1935 (collection: Pour nos enfants)
- Le Roman d'un spahi de Pierre Loti, Paris: Calman-Lévy, 1936
- Le Tour du monde en 80 jours de Jules Verne, Paris: Hachette, 1943
- Jonques et Sampans de Claude Farrère, Paris: Horizons de France, 1946, 140 pochoirs de l'artiste, tirage à 525 exemplaires ("Tirage unique de 500 exemplaires sur Vélin pur fil du Marais numérotés de 1 à 500 et 25 exemplaires numérotés I à XXV non mis dans le commerce. La couverture originale de Jean Colin est ornée de deux formules littéraires chinoises "L'apparition des voiles" et "Le clapotis des rames.")[12]

## Postérité
Charles Fouqueray est présent dans de nombreux musées en France et dans le monde.
Parmi ses élèves, on compte Maurice Ménardeau.